# أحمد صابر
أحمد صابر (بالعربية: أحمد صابر) هو لاعب كرة قدم مصري في مركز حراسة المرمى، ولد في 11 أبريل 1968.